# Formule Renault 2.0 Alps
De Formule Renault 2.0 Alps is een formuleracing-kampioenschap, gehouden in Zuid-Europa. Het kampioenschap werd in 2011 opgericht na een samenvoeging tussen de Zwitserse en Italiaanse Formule Renault 2.0-kampioenschappen.
Toen het kampioenschap zich nog had gevestigd in Zwitserland, werden de races gehouden in de buurlanden Duitsland, Frankrijk en Italië, omdat autosport in Zwitserland destijds verboden was. In recente jaren werd er ook in landen als België en Spanje gereden.
Het kampioenschap gebruikt een chassis van Tatuus, een Renault Clio-motor en Michelin-banden.

## Resultaten
| Seizoen | Kampioen        | Tweede          | Derde            | Team            | Junior           |
| ------- | --------------- | --------------- | ---------------- | --------------- | ---------------- |
| 2011    | Javier Tarancón | Yann Zimmer     | Paul-Loup Chatin | Tech 1 Racing   | Melville McKee   |
| 2012    | Daniil Kvjat    | Norman Nato     | Paul-Loup Chatin | Tech 1 Racing   | Patrick Kujala   |
| 2013    | Antonio Fuoco   | Luca Ghiotto    | Bruno Bonifacio  | Prema Powerteam | Antonio Fuoco    |
| 2014    | Nyck de Vries   | Charles Leclerc | Matevos Isaakyan | Koiranen GP     | Charles Leclerc  |
| 2015    | Jack Aitken     | Jake Hughes     | Thiago Vivacqua  | Koiranen GP     | Matevos Isaakyan |